# Medeama Sporting Club

O Medeama Sporting Club, ou simplesmente Medeama, é um clube de futebol de Tarkwa, da região ocidental, em Gana. O clube compete na Ghana Premier League. Era conhecido como Kessben FC antes de mudar de nome em janeiro de 2011.

## História
O clube se estabeleu como um time da terceira divisão de Gana em 2008. Em 2010, o Medeama falhou, em sua tentativa inicial, de conquistar o acesso para a Ghana Premier League, o que levou à compra do extinto Kessben FC no mesmo ano. A licensa do clube foi toltamente completa em dezembro de 2010 e o clube foi renomeado par Medeama Sporting Club em janeiro de 2011.

## Títulos
| NACIONAIS | NACIONAIS            | NACIONAIS | NACIONAIS  |
|           | Competição           | Títulos   | Temporadas |
| --------- | -------------------- | --------- | ---------- |
| Gana      | Ghana Premier League | 1         | 2022–23    |
| Gana      | Ghana FA Cup         | 2         | 2013, 2015 |